# إيمو
الإِيمُو أو الأَمُو (الاسم العلمي: Dromaius novaehollandiae) هو نوع من الطيور يتبع جنس الدرميس من فصيلة الرواكض.
هذا الطائر أكبر الطيور الأسترالية حجمًا، وهو النوع الوحيد المتبقي من جنس الدرميس، وهو ثاني أكبر الطيور الحية في العالم بعد قريبته النعامة غير القادرة على الطيران أيضًا. وللدرميس ثلاثة نويعات كلها تستوطن أستراليا، وهو ينتشر في البر الرئيسي الأسترالي، ويتفادى المناطق المأهولة بالسكان والغابات الكثيفة والمناطق الصحراوية القاحلة. كانت هذه الطيور تتواجد في جزر تاسمانيا والكنغر وكينغ، لكنها انقرضت منها بُعيد الاستيطان الأوروبي في أستراليا. يُصنفها الاتحاد الدولي لحفظ الطبيعة من جُملة الأنواع غير المهددة. فالإيمو هو الوحيد بين الأنواع الضخمة العاجزة عن الطيران الذي احتفظ بِمُعظم موطنه السابق، أو حتَّى أنَّ أعداده رُبما زادت مع انتشار الأراضي الصالحة لِلزراعة. وقد تعلَّم استغلال محاصيل الحُبُوب استغلالًا فعَّالًا، مما حدا بِالسُلُطات إلى الاستعانة بِالجيش في أستراليا لِقتل الطُيُور، في ما عُرف باسم «حرب الإيمو» سنة 1932. وعلى الرُغم من ذبح الكثير منها فإنَّ النصر كُتب للإيمو في النهاية.
الإيمو ناعم الريش بني اللون، ولا يطير. وهو فريدٌ بين كُل الطُيُور في شكل ريشه، إذ تبزُغ من كُلِّ نُقطة نُمُوّ ريشتان مُتساويتا القد. يصل طول الإيمو إلى مترين، وعنقه وسيقانه طويلة ونحيلة. تُهاجر هذه الطيور مسافات طويلة مُهرولة أو راكضة بسرعة قد تصل إلى 50 كيلومترًا في الساعة، وبسبب سيقانها الطويلة فإن الفرد منها يستطيع أن يخطو خطوات طويلة تصل إلى 275 سنتيمترًا. يقطع الإيمو مسافات طويلة من أجل الحصول على الغذاء، وقد يمتدُّ التجوال ببعض أفراده مسافة 1,000 كيلومتر (620 ميلًا) في السنة، حسب طراز هُطُول الأمطار. يتغذى الإيمو على عدة أنواع من النباتات والأعشاب الخشنة القاسية، غير أنَّهُ يُؤثرُ أكل النباتات الغضَّة، كما يتغذَّى أيضًا بِالثمار والأزهار والبُزُور والحشرات، ويُعرف عنه أنه يستطيع أن يمكث أسابيع من غير غذاء، ويقوم الإيمو بابتلاع الحصى والأعشاب المتصلبة وقطع المعادن لطحن الغذاء في جهازه الهضمي. والإيمو نادرًا ما يشرب، ولكن عندما يتوفر الماء، فإنه يغرف كميات كبيرة منه، ويستطيع الجلوس في الماء، كما يستطيع السباحة، وهو طائر فضولي يقوم بملاحقة البشر والحيوانات ومراقبتها، ولا ينام نومًا متواصلًا في الليل، بل ينام على عدة فترات قصيرة، وهو ينام جالسًا.
يقع التفريح خلال شهريّ أيَّار (مايو) وحُزيران (يونيو). قبل ذلك تأكل الذكور بِنهمٍ شديدٍ لِبناء مخزوناتٍ كبيرةٍ من الدُهن في الجسم استعدادًا لِفصل التوالد، وعكس الكثير من أنواع الطيور، فإن الإناث قد تتقاتل فيما بينها لاجتذاب أليف. والإناث قد تتزاوج عدَّة مرَّات مع عددٍ من الذكور، وتضع عدَّة حضناتٍ من البيض خلال موسم التناسل. ويبلغ عدد من تضعه الإناث من البيض في وهدة العُش 8 بيضات إلى 20 بيضةٍ خضراء مُزرقَّة. ويقوم الذكر بِرخم البيض مُدَّة 56 يومًا تقريبًا، وخِلال هذه المُدَّة بالكاد يأكل أو يشرب شيئًا، فيفقد نسبةً كبيرةً من وزنه. تُغادر الفراخ العُش عندما يكون عُمرها بين يومين وسبعة، وتصلُ حجم البوالغ عندما تبلغ ستة أشهُرٍ من العُمر، إلَّا أنها تبقى تحت رعاية أبيها إلى أن تبلغ 18 شهرًا قبل أن تستقل استقلالًا تامًّا، ويُصادف موعد استقلالها حلول موسم التناسل التالي.
الإيمو أحد أبرز الرموز الوطنية لأستراليا، فهو يظهر على الدرع الرسمي للدولة، وكنقشٍ على عدَّة مسكوكات نقديَّة. كما يُشكِّلُ عُنصرًا بارزًا في ميثولوجيا الأستراليين الأصليين.

## التصنيف

### الاكتشاف
أول اكتشاف دوّنه الأوروبيون لطائر الإيمو كان في رحلة استكشافية للساحل الغربي لأستراليا عام 1696، حيث كان القبطان الهولندي ويليم دي فلامينغ يبحث عن ناجين من سفينة كانت قد اختفت قبل عامين. عُرفت الطيور على الساحل الشرقي من أستراليا قبل عام 1788، عندما استقر أول الأوروبيين هناك. ذُكرت الطيور لأول مرة باسم «شبنم هولندا الجديدة» في كتاب آرثر فيليب المعنون: «رحلة إلى خليج بوتاني»، الذي نشر في عام 1789، وورد فيه الوصف التالي:

### التسمية
سمّى هذا النوع عالم الطيور جون لاثام في عام 1790 بناءً على عينة من منطقة سيدني بأستراليا، والتي كانت تُعرف باسم هولندا الجديدة في ذلك الوقت. ساهم لاثام في كتاب فيليب وقدم الأوصاف الأولى للعديد من أنواع الطيور الأسترالية وأسماها؛ يتكون الاسم العلمي للإيمو من كلمتي «دروميوس» (Dromaius) المشتقة من كلمة يونانية بمعني «راكض» و«نوفوهولندياي» (novaehollandiae) وهو المصطلح اللاتيني لهولندا الجديدة، فيُصبح الاسم الحرفي للطائر: «سريع القدمين الهولندي الجديد». في وصفه الأصلي للإيمو عام 1816، استخدم عالم الطيور الفرنسي لويس جان بيير فيو اسمين لتصنيف الجنس: الأول «دروميسيوس» (Dromiceius) ولاحقًا «دروميوس» (Dromaius). منذ ذلك الحين وهناك اختلاف حول التسمية الصحيحة التي يجب استخدامها؛ فالاسم الثاني أصح من حيث التشكيل، إلا أن العرف في علم التصنيف هو استخدام أول اسم يطلق على الكائن، ما لم يكن خطأً مطبعيًا واضحًا. تستخدم معظم المنشورات الحديثة، بما في ذلك منشورات الحكومة الأسترالية Dromaius مع ذكر Dromiceius كإملاء بديل.
أصل الاسم الشائع «إيمو» غير مؤكد، إلا أنه يُعتقد بأن الكلمة مشتقة من كلمة عربية بمعنى طائر كبير، استخدمه المستكشفون البرتغاليون لاحقًا لوصف الشبنم في أستراليا وغينيا الجديدة. وفي نظرية أخرى، يأتي الاسم من كلمة «إيما» (ema)، والتي تُستخدم باللغة البرتغالية للإشارة إلى طائر كبير يشبه النعامة أو الكركي. في فيكتوريا، اشتملت بعض أسماء الإيمو عند الأستراليين الأصليين على: «باريمال» في لغة دجا دجا وورونغ، و«ميوري» في لغة غوناي، و«كورن» في لغة جارداودجالي. كما كان الطائر يسمى «موراونغ» أو «بيراباين» في اللغات المحلية لشعوب الداروغ والإيورا في حوض سيدني.

### التصنيف العلمي

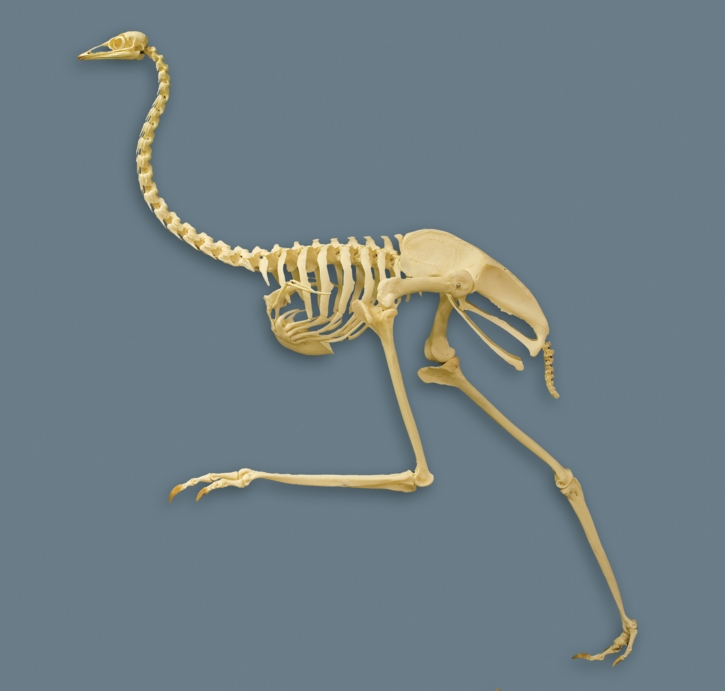
الهيكل العظمي للإيمو

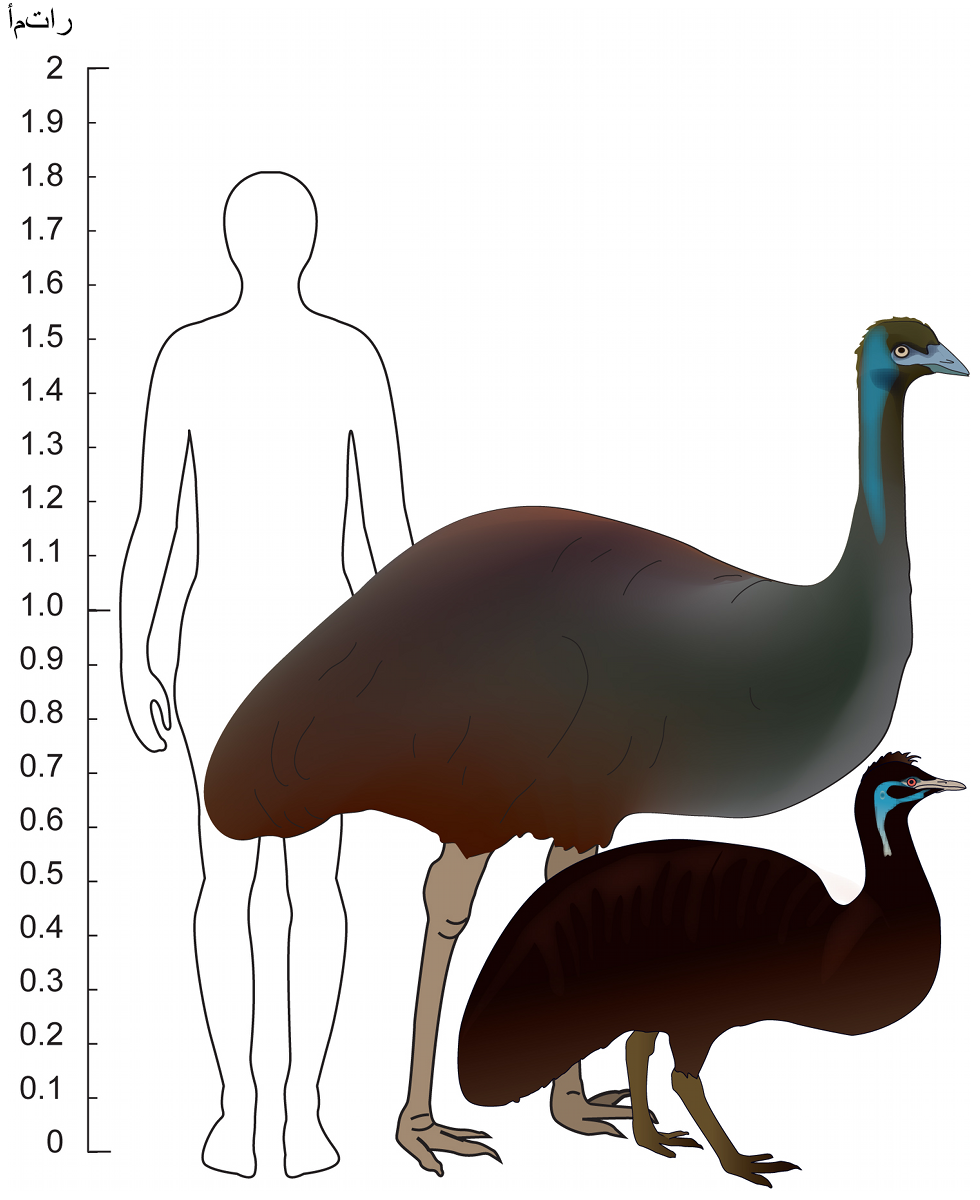
مقارنة بين أحجام الإنسان وإيمو البر الرئيسي (وسطًا) ونويعة جزيرة كينغ المنقرضة (يمينًا)

صُنِّف الإيمو لمدةٍ طويلة، مع أقرب الطيور إليه مثل الشبنم ضمن الفصيلة الشبنمية، وهي جزء من رتبة النعاميات مسطحة الصدر. اقترح علماء آخرون تصنيفًا بديلًا عام 2014، استنادًا إلى تحليل الحمض النووي الميتوكوندري. وهذا التصنيف يقسم الفصيلة إلى رتبةٍ مُستقلَّةٍ بذاتها، هي الشبنميات، وتتضمن الشبانم التي تتبع فصيلة الشبنميات، أما الإيمو فأصبح يوضع ضمن فصيلة أخرى مستقلة بذاتها تعرف باسم الدرميس. وقد أخذ مخطط النسل المبين تاليًا من الدراسة المذكورة.
|  | †طيور الفيل |
|  |             |
|  | الكيوي      |
|  |             |

|  | الدرمسيات (الإيمو)    |
|  |                       |
|  | الشبنميات (القسوريات) |
|  |                       |

|  | †طيور الفيل |
|  |             |
|  | الكيوي      |
|  |             |

|  | الدرمسيات (الإيمو)    |
|  |                       |
|  | الشبنميات (القسوريات) |
|  |                       |

|  | †الموا    |
|  |           |
|  | التناميات |
|  |           |

|  | †طيور الفيل |
|  |             |
|  | الكيوي      |
|  |             |

|  | الدرمسيات (الإيمو)    |
|  |                       |
|  | الشبنميات (القسوريات) |
|  |                       |

|  | †طيور الفيل |
|  |             |
|  | الكيوي      |
|  |             |

|  | الدرمسيات (الإيمو)    |
|  |                       |
|  | الشبنميات (القسوريات) |
|  |                       |

|  | †الموا    |
|  |           |
|  | التناميات |
|  |           |

|  | †طيور الفيل |
|  |             |
|  | الكيوي      |
|  |             |

|  | الدرمسيات (الإيمو)    |
|  |                       |
|  | الشبنميات (القسوريات) |
|  |                       |

|  | †طيور الفيل |
|  |             |
|  | الكيوي      |
|  |             |

|  | الدرمسيات (الإيمو)    |
|  |                       |
|  | الشبنميات (القسوريات) |
|  |                       |

|  | †الموا    |
|  |           |
|  | التناميات |
|  |           |

|  | †طيور الفيل |
|  |             |
|  | الكيوي      |
|  |             |

|  | الدرمسيات (الإيمو)    |
|  |                       |
|  | الشبنميات (القسوريات) |
|  |                       |

|  | †طيور الفيل |
|  |             |
|  | الكيوي      |
|  |             |

|  | الدرمسيات (الإيمو)    |
|  |                       |
|  | الشبنميات (القسوريات) |
|  |                       |

|  | †الموا    |
|  |           |
|  | التناميات |
|  |           |

|  | †طيور الفيل |
|  |             |
|  | الكيوي      |
|  |             |

|  | الدرمسيات (الإيمو)    |
|  |                       |
|  | الشبنميات (القسوريات) |
|  |                       |

|  | †طيور الفيل |
|  |             |
|  | الكيوي      |
|  |             |

|  | الدرمسيات (الإيمو)    |
|  |                       |
|  | الشبنميات (القسوريات) |
|  |                       |

|  | †الموا    |
|  |           |
|  | التناميات |
|  |           |

|  | †طيور الفيل |
|  |             |
|  | الكيوي      |
|  |             |

|  | الدرمسيات (الإيمو)    |
|  |                       |
|  | الشبنميات (القسوريات) |
|  |                       |

|  | †طيور الفيل |
|  |             |
|  | الكيوي      |
|  |             |

|  | الدرمسيات (الإيمو)    |
|  |                       |
|  | الشبنميات (القسوريات) |
|  |                       |

|  | †الموا    |
|  |           |
|  | التناميات |
|  |           |

|  | †طيور الفيل |
|  |             |
|  | الكيوي      |
|  |             |

|  | الدرمسيات (الإيمو)    |
|  |                       |
|  | الشبنميات (القسوريات) |
|  |                       |

|  | †طيور الفيل |
|  |             |
|  | الكيوي      |
|  |             |

|  | الدرمسيات (الإيمو)    |
|  |                       |
|  | الشبنميات (القسوريات) |
|  |                       |

|  | †الموا    |
|  |           |
|  | التناميات |
|  |           |

|  | †طيور الفيل |
|  |             |
|  | الكيوي      |
|  |             |

|  | الدرمسيات (الإيمو)    |
|  |                       |
|  | الشبنميات (القسوريات) |
|  |                       |

|  | †طيور الفيل |
|  |             |
|  | الكيوي      |
|  |             |

|  | الدرمسيات (الإيمو)    |
|  |                       |
|  | الشبنميات (القسوريات) |
|  |                       |

|  | †الموا    |
|  |           |
|  | التناميات |
|  |           |

كان هناك نوعان مختلفان من الدرمسيات في أستراليا في بداية الاستيطان الأوروبي، إضافة إلى نوع آخر عُرف من بقايا المستحاثات. كانت الإيموات القزمة الجُزُريَّة (إيمو جزيرة الكنغر وإيمو جزيرة كينغ) موجودة أصلاً على جزيرتي الكنغر وكينغ على التوالي، وقد انقرض كلاهما بعد وقت قصير من وصول الأوروبيين. الإيمو التسماني هو نوع آخر من طيور الإيمو القزمة المنقرضة، وقد وُجد في تسمانيا، وانقرض حوالي عام 1865. أما نويعة البر الرئيسي فلا تزال شائعة. اختلف عدد هذه الطيور من عقد لآخر، وقد اعتمد ذلك بدرجة كبيرة على هطول الأمطار؛ ففي عام 2009، كان عددها يقدّر بين 630,000 و725,000 طائر. أُدخلت طيور الإيمو إلى جزيرة ماريا الواقعة قبالة تسمانيا وجزيرة الكنغر قبالة ساحل جنوب أستراليا، خلال القرن العشرين. انقرضت طيور جزيرة ماريا بحلول منتصف تسعينيات القرن العشرين، لكن الجمهر الدخيلة في جزيرة الكنغر نجحت في التكاثر والبقاء.
عام 1912، اقترح عالم الطيور الأسترالي غريغوري ماثيوز وجود ثلاث نويعات حية من الإيمو: نويعة هولندا الجديدة (D. n. novaehollandiae)، ونويعة وودوارد (D. n. woodwardi) ونويعة روثتشيلد (D. n. rothschildi). لكن ورد جدل في كتيب طيور العالم أن نويعتين من هذه النويعات الثلاث سالفة الذكر باطلتين ولا يمكن اعتبارها مستقلة بذاتها؛ فالتباينات الطبيعية في لون الريش والطبيعة الارتحالية لهذه النويعات تجعل من المحتمل أن تشكل جميع جمهرات البر الرئيسي لأستراليا نويعةً واحدةً. يُظهر فحص الحمض النووي لإيمو جزيرة كينغ أن هذا الطائر مرتبط ارتباطًا وثيقًا بإيمو البر الرئيسي وعليه اعتُبر نويعةً مُنفصلة.

## الوصف

### القد

رسمٌ يُقارن بين حجم الإيمو وغيره من مُسطحات القص.

الإيمو هو ثاني أطول طائرٍ في العالم بعد النعامة؛ فالطيور الأكبر منه قد يتراوح ارتفاعها بين 150 و190 سم (59-75 إنشًا). بينما يتراوح طولها من المنقار إلى الذيل بين 139 و164 سم (55-65 إنشًا). يبلغ متوسط طول الذكور حوالي 148.5 سم (58.5 إنشًا) بينما يبلغ متوسط طول الإناث حوالي 156.8 سم (61.7 إنشًا). ويعدّ طائر الإيمو رابع أو خامس أثقل الطيور الحية بعد النعامة (بنوعيها) والشبنم (بنوعيه)، حيث يزن أكثر قليلًا من البطريق الإمبراطور. تتراوح زنة الإيمو البالغ بين 18 إلى 60 كغم (40-132 رطلًا)، ويبلغ معدل وزن الذكر 31.5 كغم (69 رطلًا) ومعدل وزن الإنثى 37 كغم (82 رطلًا). عادةً ما تكون الإناث أكبر قليلًا من الذكور، وأردافها أعرض بشكلٍ ملحوظ.

### الأطراف

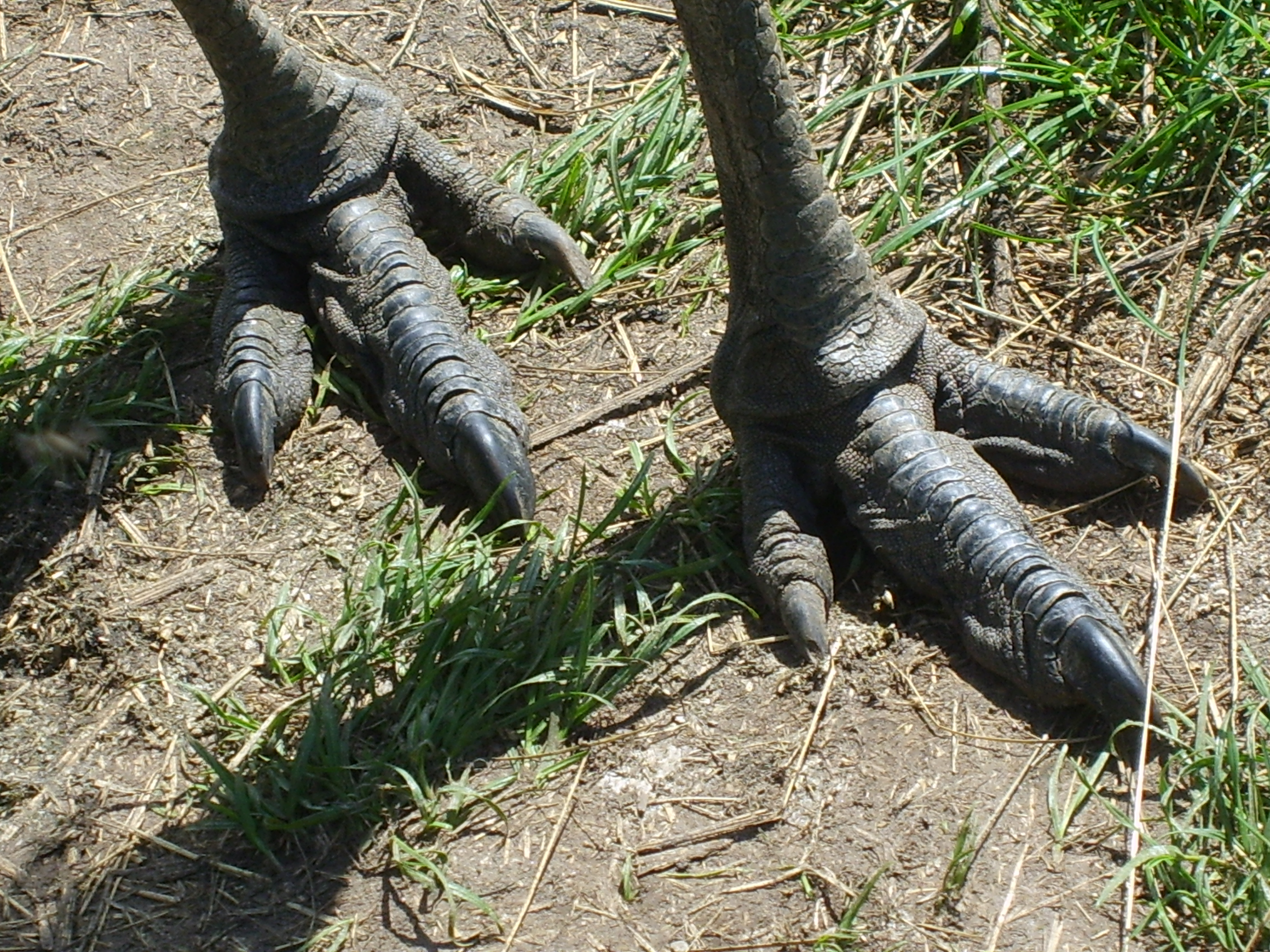
يملك الإيمو ثلاثة أصابع في كلّ قدم بترتيب ثلاثي-الأصابع، وهذا تكييف يساعد الطير على الجري، وتوجد هذه الخاصية لدى طيور أخرى، كالحبارى والسمّان، بينما تملك النعامة أصبعين في كل قدم..

على الرغم من أنه لا يطير، إلَّا أن للإيمو جناحان، يبلغ طول وتر الواحد منها حوالي 20 سم (8 إنشات)، ويوجد مخلب صغير في طرف كل جناح. ترفرف الإيمو بجناحيها عند الجري، ولعلَّ ذلك وسيلةً لحفظ توازنها عندما تتحرك بسرعة. كما يتميز الإيمو بعنقٍ وأرجل طويلة، ويمكنها الركض بسرعة تصل إلى 48 كم في الساعة (30 ميلًا في الساعة) بسبب عضلاتها التي تربط الأطراف بالحوض ذات التخصصية الكبيرة. تحتوي كل قدمٍ من أقدامها على ثلاثة أصابع وعدد مماثل من العظام وعضلات القدم المرتبطة بها؛ تعدّ طيور الإيمو فريدة من نوعها من حيث أن عضلات الساقين في الجزء الخلفي من المنطقة السفلية للساقين تحتوي أربعة بطون بدلًا من ثلاثة. أما نسبة عضلات أطراف الحوض لديها من إجمالي كتلة الجسم فهي مماثلة لنظيراتها في الطيور القادرة على الطيران. تبلغ سعة خطواتها عند المشي حوالي 100 سم (3.3 قدماً)، لكن عند الركض، يصل مدى الخطوة إلى 275 سم (9 أقدام). أرجلها خالية من الريش، ولها وسادات سميكة ومبطّنة تحت أقدامها. للإيمو، كما للشبنم، مخالب حادة في أصابع القدمين، وهي من أهم الوسائل التي يستخدمها الطائر للدفاع عن نفسه، إذ يستخدمها في القتال لإلحاق الأذى بالمعادين عن طريق الركل. يبلغ طول أصبع القدم مع المخلب حوالي 15 سم (6 إنشات). أما منقارها فصغير جدًا، يتراوح طوله بين 5.6 و6.7 سم (2.2-2.6 إنشًا)، وهو رقيق، تكيّف لالتقاط الطعام. يتمتع الإيمو ببصرٍ وسمعٍ جيدين، ما يتيح له اكتشاف المتربصين وعوامل التهديد من مسافةٍ بعيدة.

### الكسوة

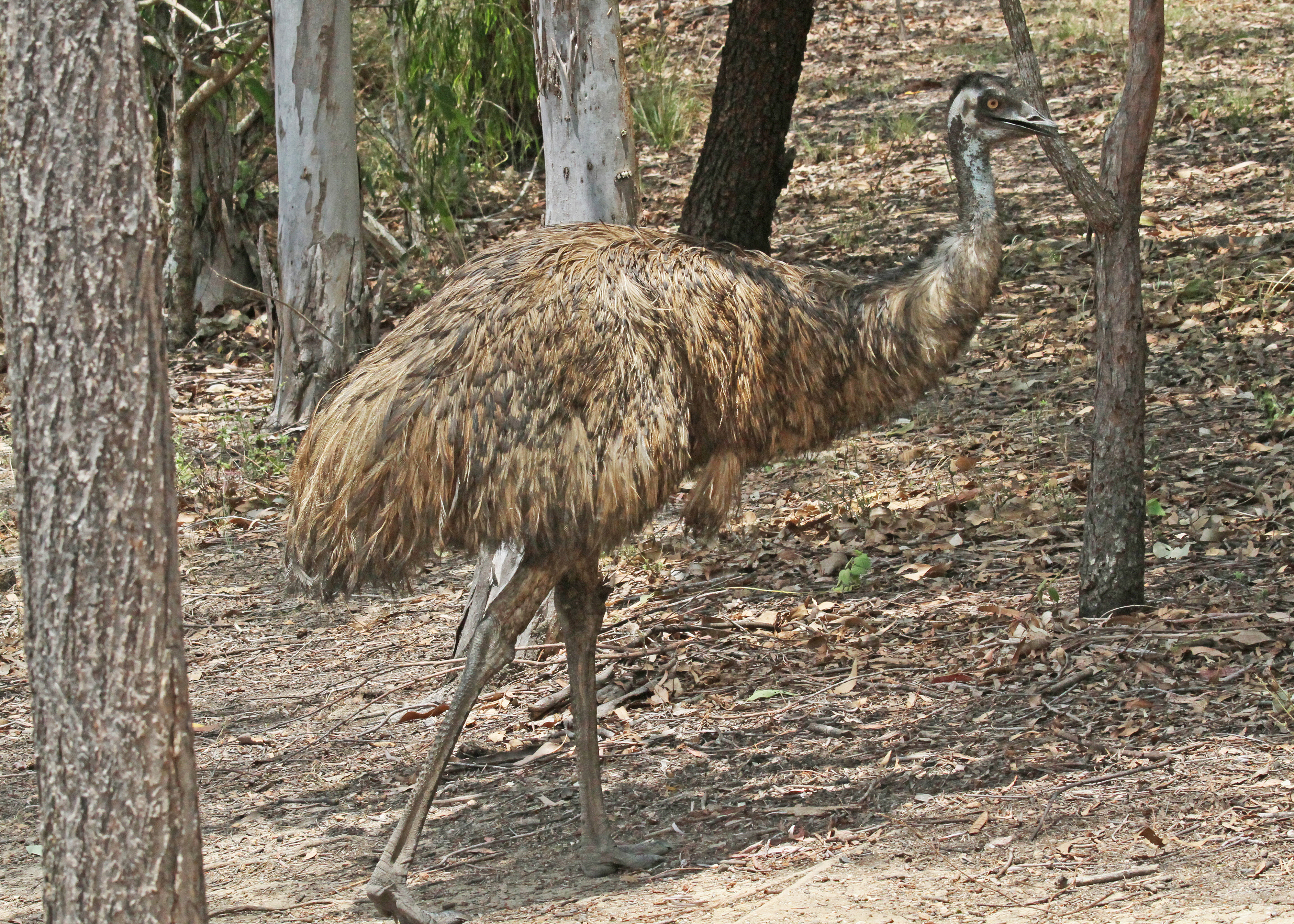
طائرٌ في منطقة الأراضي الرطبة بماريبا، في ولاية كوينزلاند الأسترالية

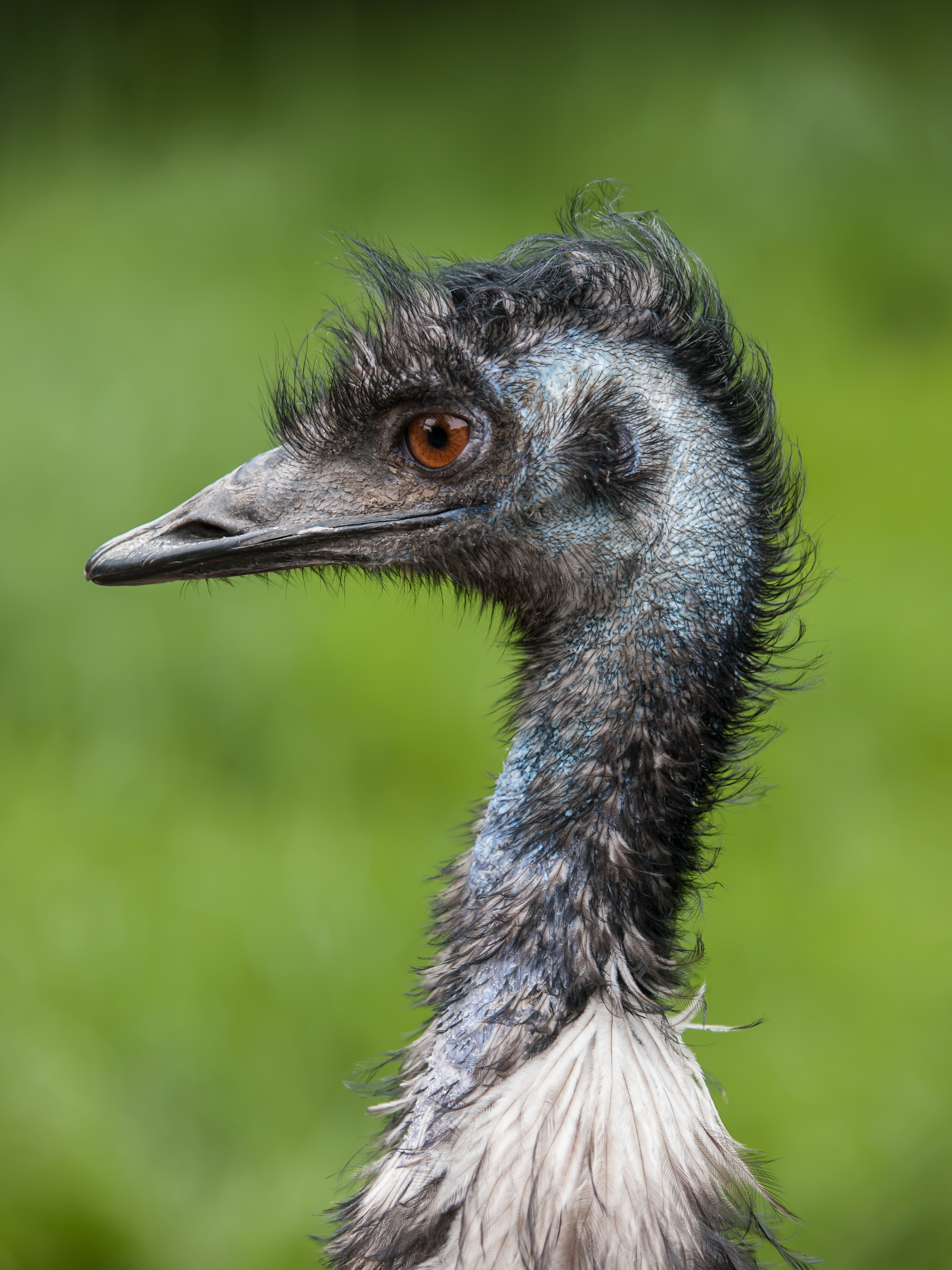
الرأس والجزء العلوي من العنق

لون عنق الإيمو أزرق فاتح، يبدو للناظر من خلال ريشها المتفرّق. أما الريش نفسه فرمادي مائل إلى البني ومظهره شعث. أطراف الريش ومحاوره سوداء اللون. تمتص أطراف الريش أشعة الشمس بينما يعزل الريش الداخلي الجلد. وهذا يمنع ارتفاع حرارة الطير فيبقى نشطًا أثناء ارتفاع درجة الحرارة خلال النهار. ثمة ميزة فريدة لريش الإيمو وهي نمو ريشتين من محورٍ واحد، حيث تكون الريشتان بنفس الطول لكن الملمس متغير؛ تكون المنطقة القريبة من الجلد فروية إلى حدٍ ما، لكن النهايات أشبه بالأعشاب. يتشابه الجنسان في المظهر، على الرغم من أن قضيب الذكر يمكن أن يصبح مرئيًا عندما يتبول ويتغوط.
يختلف لون الريش  وفقًا للعوامل البيئية، ما يتيح للطائر تمويهًا طبيعيًا. يكون لون ريش الإيمو في المناطق القاحلة ذات التربة الحمراء ضاربٌ إلى الحمرة قليلًا، بينما يكون ريش الطيور التي تعيش في المناطق الرطبة أغمق لونًا بشكلٍ عام. يتطوّر ريش الصغار في حوالي ثلاثة شهور ويصبح أسودًا مائلًا للبني، ويكون لون ريش الرأس والعنق غامقًا بشكلٍ خاص. ريش الوجه يخف تدريجيًا كاشفًا عن لون الجلد المزرقّ. أما ريش الكبار فيتطور كاملًا في نحو خمسة عشرة شهرًا.
عيون الإيمو محمية بغشاءٍ رامش (جفن ثالث). وهذه الأغشية عبارة عن جفون شفافة ثانوية تتحرك أفقيًا من طرف العين الداخلي إلى طرفها الخارجي. تعمل الأغشية كأقنعة لحماية العينين من الغبار في المناطق الجافة القاحلة. للإيمو قصبة هوائية كيسية، تصبح أكثر بروزاً خلال موسم التزاوج، طولها حوالي 30 سم (12 إنشًا) وهي واسعة جدًا، لها جدار رقيق وفتحة طولها 8 سم (3 إنشات).

## الانتشار والموطن

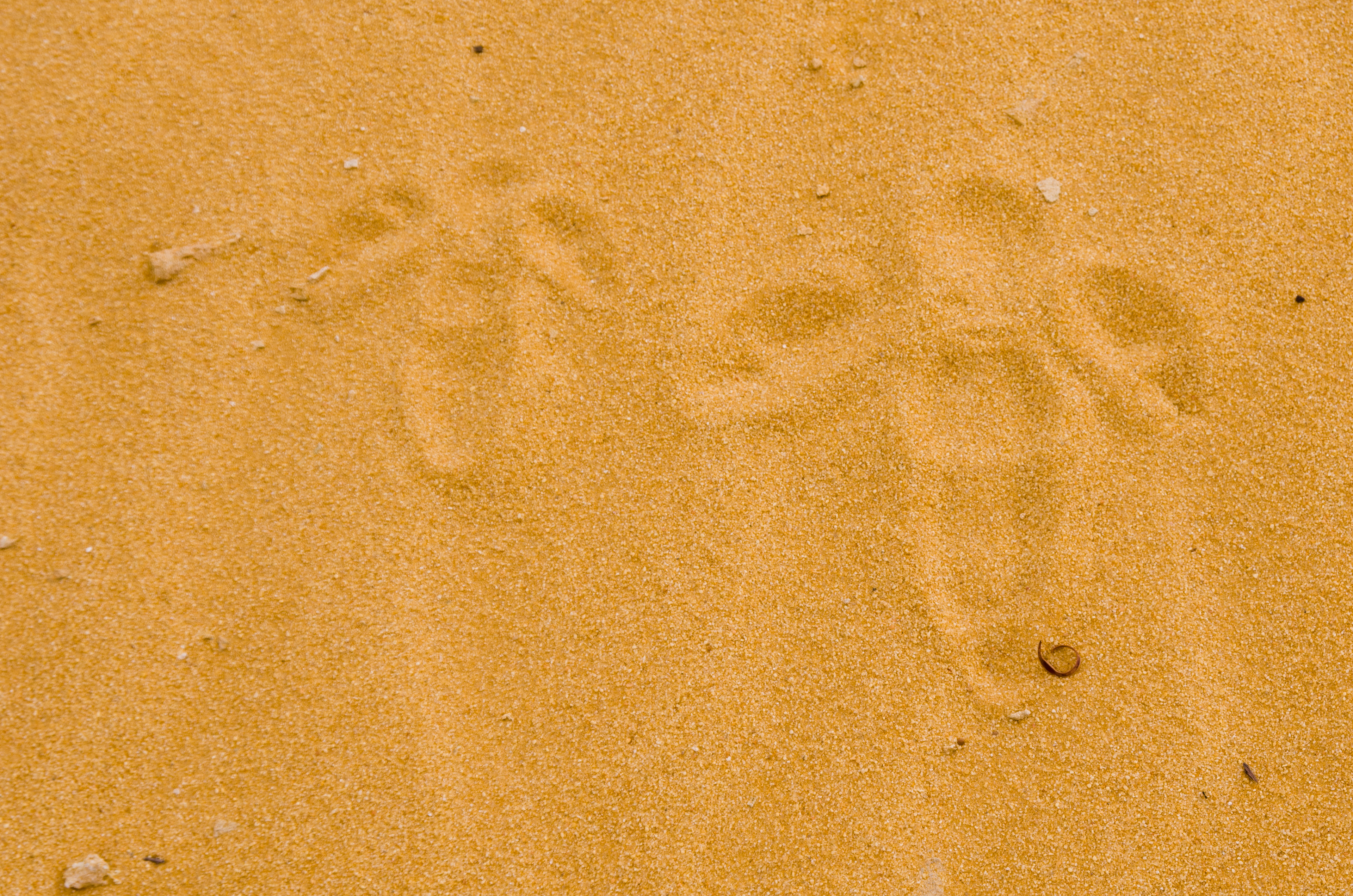
آثار أقدام إيموين بالغ وفرخ

كان الإيمو شائعًا في الساحل الشرقي لأستراليا، لكنه الآن لم يعد كذلك؛ على النقيض من ذلك، فإن تطوّر الزراعة وطرق توفير المياه في المناطق الداخلية من القارة زاد من نطاق انتشار الإيمو في المناطق القاحلة. يعيش الإيمو في موائل مختلفة سواء داخل القارة أو بالقرب من الساحل. وهي أكثر شيوعًا في مناطق السفناء والغياض صلبة الأوراق، وأقل شيوعًا في المناطق المكتظة بالسكان والمناطق القاحلة التي يقل فيها معدل الأمطار السنوي عن 600 ملم.
يرتحل الإيمو في أزواج عادةً، وعلى الرغم من أنها يمكن أن تشكّل أسرابًا كبيرة، إلا أن هذا السلوك الاجتماعي غير الاعتيادي ينشأ من حاجتها المشتركة للانتقال إلى مصادر جديدة للغذاء. شوهدت طيور الإيمو تنتقل إلى مسافات طويلة للوصول إلى مناطق التغذية الوفيرة. في غرب أستراليا، تتبع تحركات الإيمو نمطًا موسميًا متميزًا، إذ تنتقل إلى الشمال في الصيف وإلى الجنوب في الشتاء. أما على الساحل الشرقي، يبدو تجوالها أكثر عشوائية ولا يتّبع نمطًا محددًا.

## السلوك والبيئة

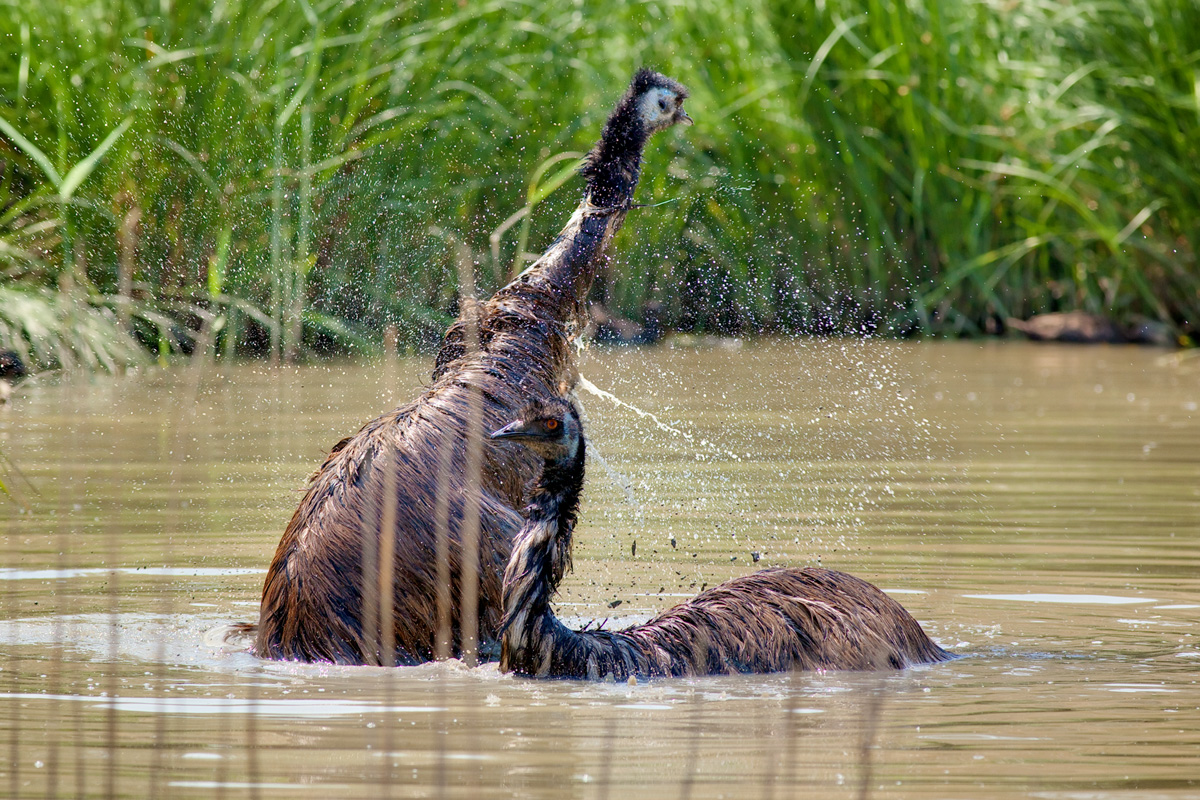
إيموان يستحمَّان في في مياهٍ ضحلةٍ خلال يومٍ صيفيٍّ شديد الحرارة، في حديقة حيوانات واريبي المفتوحة، بولاية فيكتوريا الأسترالية.

طيور الإيمو نهارية النشاط تقضي يومها في البحث عن الطعام، وهندمة ريشها بمنقارها، والتعفير في التراب، والاسترخاء. وهي طيور تعيش عادةً في أسراب، إلا في موسم التكاثر. وتتناوب الطيور على عملها في السرب، فيرعى بعضها بينما يُراقب آخرون المنطقة كي لا يُغافلها مُفترس، ثم تقتات الطُيُور المُراقبة وتتولى تلك التي انتهت من طعامها مُهمَّة المُراقبة. والإيمو قادرة على السباحة عند الضرورة، على الرغم من أنها نادرًا ما تسبح إلا إذا غمرت منطقتها المياه أو اضطرّت لعبور نهر. تبدأ الإيمو في الاستقرار عند غروب الشمس وتنام ليلًا. إلا أن نومها ليس مستمرًا، بل تستيقط عدّة مرات أثناء الليل. عندما تريد النوم، تجلس القرفصاء أولاً على رصغيها، ثم تدخل مرحلة النعاس، إلا أنها تبقى يقظةً حذرة متحفّزة للاستجابة لأي تنبيه، حيث تعود إلى حالة اليقظة التامّة إذا شعرت بالانزعاج. عندما تبدأ مرحلة النعاس الشديد، تلفّ رقبتها بالقرب من الجسم وتبدأ بغلق جفونها. إن لم تحدث إي إزعاجات أو اضطرابات في محيطها، فإنها تغطّ في نوم عميق بعد حوالي 20 دقيقة. في هذه المرحلة، يرتخي جسمها وينزل تدريجيًا إلى أن يلامس الأرض، مع بقاء ساقيها مطويتان تحتها. تطوي منقارها إلى الأسفل بحيث يصبح وضع رقبتها شبيهًا بحرف «S» تمامًا وتبقيها ملفوفة على نفسها. يعمل الريش على توجيه المطر في حال سقوطه إلى الأسفل على الأرض. يعتقد أن وضعية النوم هذه هي نوعٌ من التمويه، إذ أنها تكون مشابهة لكومةً صغيرة من التراب. يستيقظ الإيمو عادةً من نومه مرة كل حوالي تسعين دقيقة أو نحو ذلك، ويقف منتصبًا للتغذية الخفيفة أو للتبرز. تستمر فترة اليقظة هذه ما بين عشر دقائق إلى عشرين دقيقة، ثم يعود الطائر بعدها للنوم. عمومًا، ينام الإيمو نحو سبع ساعات تقريبًا كل 24 ساعةً. أما صغار الإيمو فتنام بحيث تمدّ رقبتها وتمطّها إلى الأمام على الأرض.
تتنوع الأصوات التي يُصدرها الإيمو عادةً ما بين الزفيف والشخير. ينشأ صوت الزفيف من جيب قابل للانتفاخ بالهواء يوجد في الرقبة؛ ينظّم الطائر النغمة ويعتمد الصوت على حجم الفتحة. يصدر معظم الزفيف عن الإناث؛ وهو جزء من طقوس التودد والمغازلة، ويُستخدم أيضًا للإعلان عن السيطرة على المنطقة وكتهديد للخصوم. قد يصل صوت الزفيف عالي الشدة إلى بعد كيلومترين (1.2 ميلًا)، أما النداء المنخفض الذي يتميز بكونه أكثر رنينًا، فتصدره أثناء موسم التكاثر، حيث يكون في البداية جاذبًا للذكور، لكنه يصل حده الأقصى عندما تحتضن الذكور البيض. أما بالنسبة للشخير، فتصدره الذكور عادةً. ويستخدم بشكلٍ أساسي أثناء موسم التكاثر للدفاع عن المنطقة وكتهديدٍ للذكور الأخرى أثناء فترة المغازلة وأثناء فترة وضع البيض. قد تصدر أصوات الزفيف والشخير عن كلا الجنسين في حالة مواجهة أجسام غريبة.
في الأيام شديدة الحرارة، تلهث طيور الإيمو للحفاظ على درجة حرارة جسمها، إذ تعمل الرئتان كمبرّدات تبخيرية، وهو على عكس أنواعٍ أخرى من الطيور، فإن المستويات المنخفضة المتشكّلة من ثاني أكسيد الكربون في الدم لا تتسبب بتكوّن القلويات. يوجد لدى الإيمو ممرات أنفية متعددة وكبيرة تمكّنها من التنفّس طبيعيًا في الطقس البارد. يسخن الهواء البارد أثناء مروره إلى الرئتين عبر هذه الممرات، مستفيدًا من حرارة منطقة الأنف. عند الزفير، يعمل الأنف البارد على بتكثيف رطوبة الهواء ويعيد استخدامها. وكما هو الحال في الطيور الضخمة الأخرى، لدى الإيمو قدرة كبيرة على المعالجة الحرارية، ويمكنه الحفاظ على درجة حرارة قد تتراوح بين -5 حتى 45 درجة مئوية (23 - 113 درجة فهرنهايتية). يتراوح النطاق الحراري الطبيعي للإيمو بين 10 و30 درجة مئوية (50-86 درجة فهرنهايتية).
كما هو الحال في الطيور الضخمة الأخرى، معدل الأيض القاعدي منخفض نسبيًا لدى الإيمو مقارنة بأنواع الطيور الأخرى. عند درجة حرارة -5 مئوية (23 فهرنهايت)، يبقى معدل الأيض لديها حوالي 60% مما هو عندما يكون الطائر واقفًا، وذلك لقلّة وجود ريش يغطي منطقة المعدة فيؤدي ذلك إلى ارتفاع معدل فقدان الحرارة عند الوقوف لانكشاف منطقة أسفل البطن.

### التغذية
تتغذى طيور الإيمو تغذية نهارية، حيث تأكل مجموعة متنوعة من النباتات المحلية والأنواع النباتية الدخيلة أيضًا. يعتمد نظامها الغذائي على النباتات المتوافرة موسميًا كنبات السنط (الأكاسيا) والكزوارينة والأعشاب التي تفضّلها.
يأكل الإيمو أيضًا الحشرات وغيرها من المفصليات، بما في ذلك الجنادب والجداجد والصراصير والخنافس والدعسوقات ويرقات العث ويرقات القطن والنمل والعناكب وألفيات الأرجل. وهذا يوفر لها جزءًا كبيرًا من احتياجات أجسامها من البروتين. في غرب أستراليا، رُصد طعام الإيمو المفضل أثناء تنقلاتها؛ فهذه الطيور تأكل  بذور سنط المولغة حتى يبدأ موسم الأمطار، حيث تنتقل إلى تناول براعم العشب الطازج واليرقات؛ في الشتاء، تتغذى على أوراق الأشجار وبراعم السنط؛ أما في فصل الربيع فتتناول الجراد وفاكهة أشجار الصندل. من المعروف أيضًا أنها تتغذى على القمح، وأي فاكهة أو محاصيل أخرى يمكنها الوصول إليها، فقد تتسلق بسهولة الأسوار العالية إذا لزم الأمر. تعمل الإيمو كعامل مهم في توزيع وتشتيت البذور الكبيرة القابلة للنمو، ما يساهم بالتالي في التنوع البيولوجي للأزهار.
من التأثيرات غير المرغوب بها التي تسببت بها الإيمو في منطقة كوينزلاند في أوائل القرن العشرين، أنها كانت تقتات على ثمار الكمثرى الشائكة في المناطق النائية وتتبرز بذورها في أماكن مختلفة أثناء تنقّلها، فقامت حملات عديدة لمطاردة الإيمو ومنع انتشار هذه النبتة الصباّرية الغازية. في نهاية المطاف تمت السيطرة على الأمور باستخدام حشرة عثّ تتغذى يرقاتها على النبات، وهذه إحدى أقدم الأمثلة على المكافحة الحيوية للآفات.
يبتلع الإيمو الحصى الصغيرة لتساعده في طحن وهضم النباتات. وقد تزن بعض الحجارة التي يبتلعها بمفردها حوالي 45 غرامًا (1.6 أونصة) وقد تجد ما مجموعه 745 غرامًا  من الحجارة في حوصلته في نفس الوقت. كما يأكل الإيمو الفحم أيضًا، إلا أن سبب ذلك غير واضح. وقد وُجد أن الإيمو في الأسر قد يأكل شظايا الزجاج ومفاتيح السيارات وقطع المجوهرات والبراغي والمسامير.
نادرًا ما يشرب الإيمو الماء، لكنه يستهلك كميات كبيرة منه عندما يكون متوفرًا. يشرب الإيمو مرة واحدة في اليوم، يقوم أولًا بفحص الماء والمنطقة المحيطة به في مجموعات قبل أن يركع على حافة الماء للشرب. يفضل الإيمو أن يبقى على الأرض الصلبة أثناء الشرب، بدلًا من الوقوف على الصخور أو على الطين، لكن إن شعرت بالخطر، فإنها تبقى واقفةً بدلًا من الركوع. إن لم يكن منزعجًا، فقد يستمر الطائر بالشرب لمدة عشر دقائق. نظرًا لشحّ وندرة المياه، يضطر الإيمو في بعض الأحيان للتنقل لبضعة أيام بدون ماء. يتشارك الإيمو الحفر المائية مع الكناغر والطيور والحيوانات الأخرى؛ إلا أنه يبقى حذرًا ويميل إلى انتظار مغادرة الحيوانات الأخرى قبل الشرب.

### التكاثر

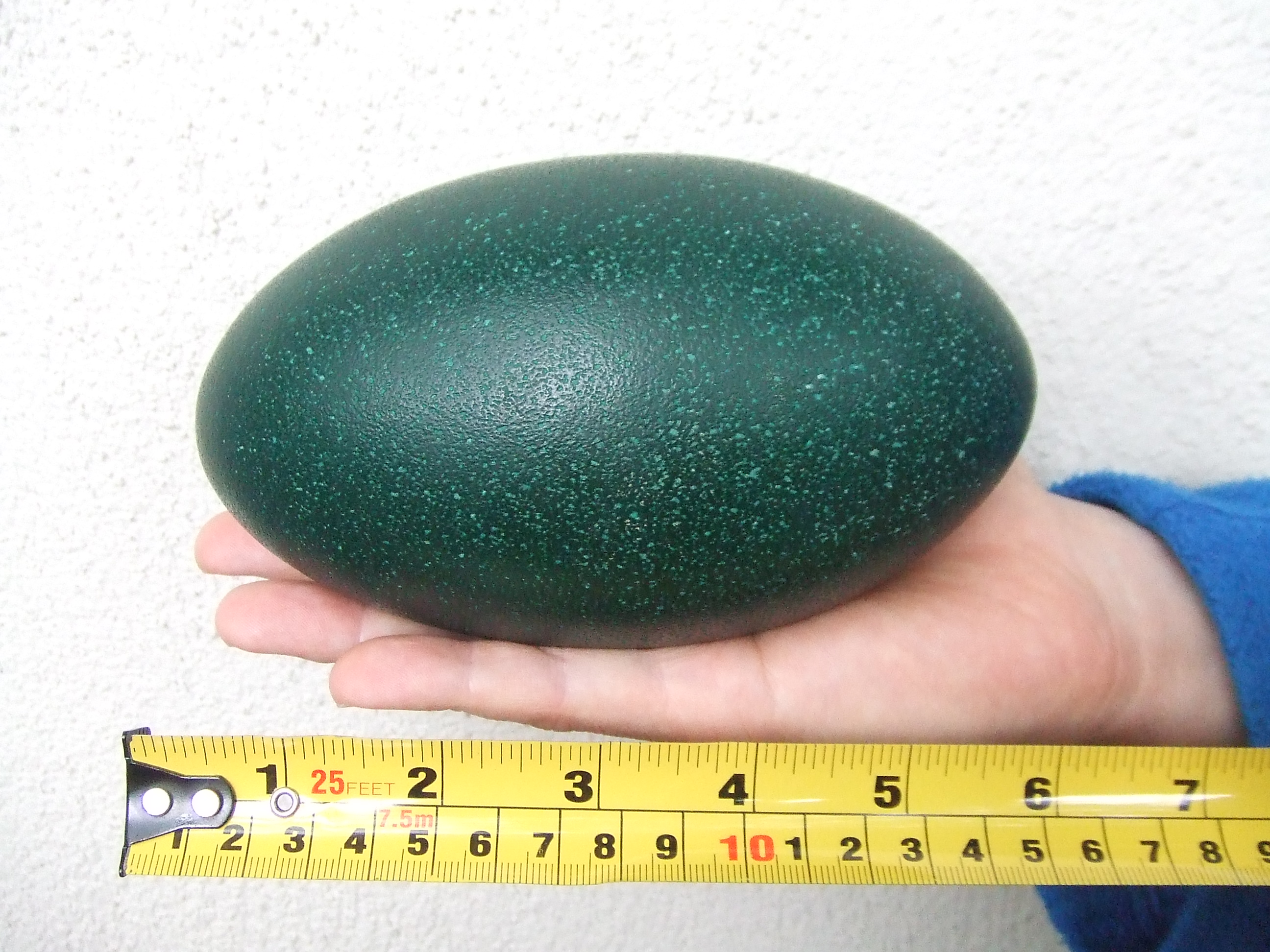
بيضة خضراء داكنة

تشكّل طيور الإيمو أزواجًا للتكاثر خلال أشهر الصيف (كانون الأول\ديسمبر وكانون الثاني\يناير)، وقد يبقى الزوجان معًا لمدة خمسة أشهر تقريبًا. خلال هذه الفترة، يبقى الطائران في منطقة قطرها بضعة كيلومترات ويعتقد أنها تدافع عن مناطقها داخل هذه الأراضي. يكتسب كلٌ من الذكر والأنثى وزنًا خلال موسم التكاثر، إلا أن الأنثى تصبح أثقل قليلًا بحوالي 45 إلى 58 كغم (99-128 رطلاً). يقع التزاوج عادةً بين شهري نيسان (أبريل) وحزيران (يونيو)؛ أما التوقيت الدقيق فيتحدد وفقًا للمناخ وذلك أن الطيور تعشش في أبرد فترة في العام. خلال موسم التكاثر، يتعرض الذكور لتغيّرات هرمونية، بما في ذلك زيادة في مستويات هرمون التستوستيرون والهرمون المنشط للجسم الأصفر، ويتضاعف حجم خصيتيها.
تبني الذكور أعشاشًا صلبة قاسية في وهدةٍ أرضيَّة شبه محميَّة، وذلك باستخدام اللحاء والعشب والعصي وأوراق الشجر. يكون العش مسطّحًا دائمًا وليس مكورًا، وفي الظروف الجوية الباردة، يكون العش أطول، وقد يصل طوله إلى 7 سم، ويكون شكله أكثر كروية ليوفر بعض الحرارة الإضافية. عند عدم توفر مواد لبناء العش، يستخدم الطائر الأعشاب الصحراوية كعلف التريوديا، على الرغم من كونها شائكة الأوراق. يمكن وضع العش على أرضٍ مفتوحة أو بالقرب من شجيرة أو صخرة. إلا أن الإيمو يختار موقع العش عادةً في منطقة ذات إطلالة واضحة على المناطق المحيطة بها ليتمكّن من اكتشاف الحيوانات المفترسة القريبة.
تتملّق إناث الإيمو الذكور؛ ويغمق لون ريشها قليلًا وتنتشر على الجلد العاري أسفل العينين وبالقرب من المنقار بقع صغيرة بلونٍ أزرق فيروزي. أما لون ريش الذكور فلا يتغير، لكن لون بقع الجلد تتحول إلى الأزرق الفاتح. عند المغازلة، تتجول الإناث حول الذكور فتسحب عنقها إلى الخلف وتنفخ ريشها وتصدر أصواتًا منخفضة شبيهة بقرع الطبول. تصدر هذه النداءات عندما تكون الذكور بعيدةً عن الأنظار أو تبعد أكثر من 50 مترًا. عندما تكسب الأنثى انتباه الذكر، تدور حول أليفها المحتمل على مسافة تتراوح بين 10 إلى 40 مترًا (30-130 قدمًا). وأثناء دورانها، تنظر إليه من خلال قلب رقبتها، وفي نفس الوقت تحافظ على بقاء ردفها في اتجاهه. إذا أبدى الذكر اهتمامًا بها، يقترب منها، وتستمر هي في تطويقه بالدوران حوله.
بحال كان الذكر مهتمًا، فإنه يمد رقبته وينصب ريشه، ثم ينحني وينقر على الأرض. كما أنه يدور حول الأنثى متّجهًا نحوها، ويتمايل بجسده ورقبته من جانبٍ إلى آخر، ويفرك صدره بردفها. عادةً ما ترفض الأنثى هذا التقدّم بعدوانية، لكن إن قبلته، فإنها تشير بالقبول بالجلوس قرفصاء ورفع ردفها.

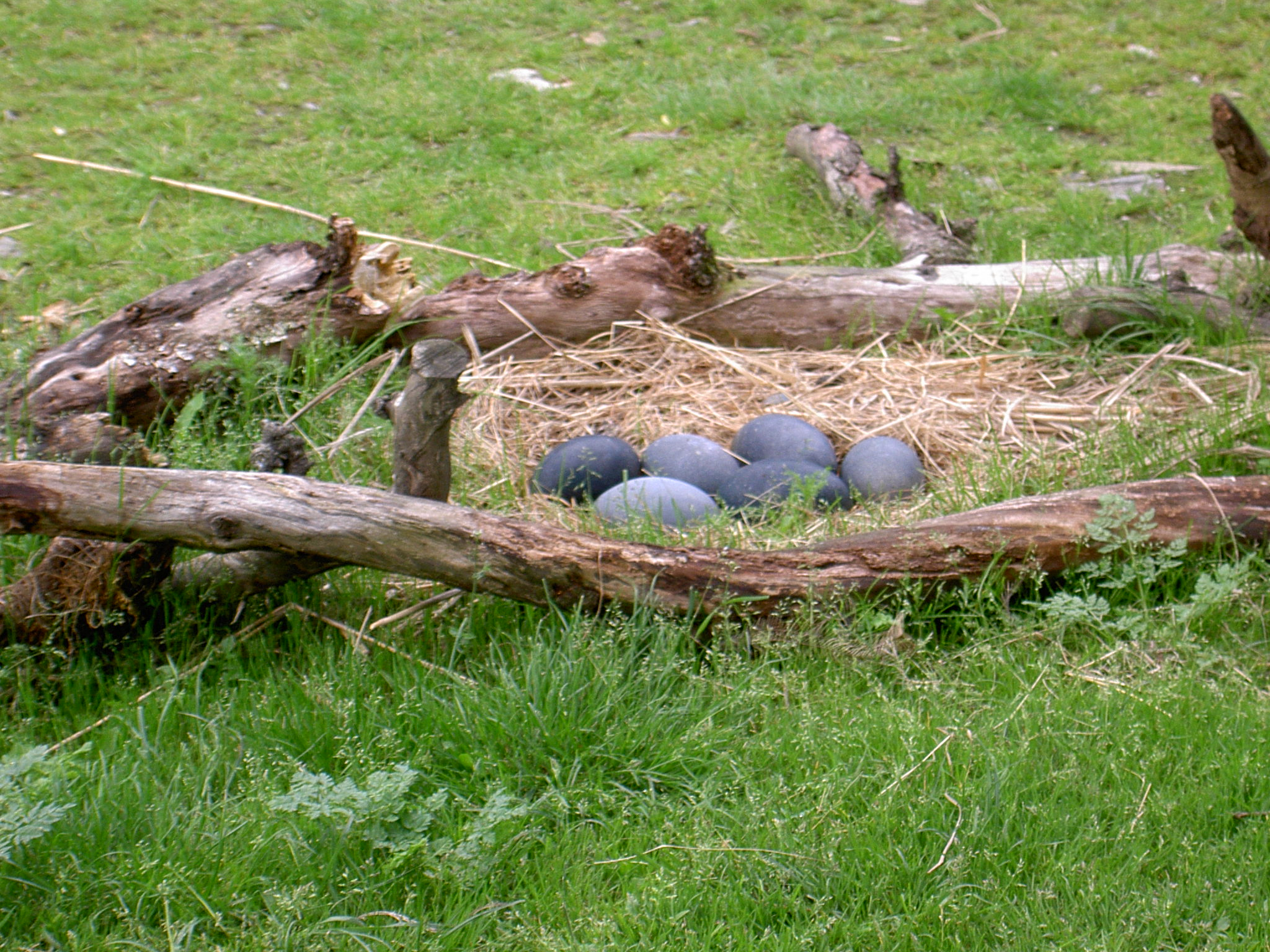
عش وبيض الإيمو

تكون الإناث أكثر عدوانية من الذكور خلال فترة التودد، وغالبًا ما تقاتل للوصول إلى الذكور، حيث تكون العراكات بين الإناث أكثر عدوانية خلال هذه الفترة. إذا كانت الإناث تتودد لذكر لديه شريكة بالفعل، فستحاول أنثاه الحالية طرد المنافسة، عادةً عن طريق المطاردة والركل. وقد تمتد هذه المطاردات لفترة طويلة تستمر خمس ساعات، لا سيما عندما يكون الذكر الذي تتقاتل الإناث لأجله وحيدًا ولم تجذبه أي أنثى بعد. في هذه الحالات، تكثف الإناث عادةً من نداءاتها ومحاولات جذبه.
تخزن الإناث الحيوانات المنوية من التزاوج والذي يكفي عادةً لتخصيب حوالي ستة بيضات. يتزاوج الأليفان كل يوم أو يومين، وفي اليوم الثاني أو الثالث تضع الأنثى أول مجموعة من البيض وتتكون من خمسة إلى خمسة عشر بيضة خضراء كبيرة الحجم وذات قشرة سميكة. وتكون سماكة القشرة حوالي مليمترٍ واحد (0.04 إنش)، لكنها تكون أرق في المناطق الشمالية حسبما يفيد الأستراليون الأصليون. يبلغ متوسط أبعاد البيضة 13سم× 9سم (5.1 إنش × 3.5إنش) وتزن بين 450 و650 غرامًا (1.0 و1.4 ليبرة). في البيضة تكون نسبة الصفار إلى الزلال حوالي 50%، وهذا أكبر من المتوقع بالنسبة لحجم البيضة. وقد يرتبط ذلك بفترة الحضانة الطويلة، ما يعني أن الفرخ الذي ينمو يجب أن يستهلك مواد أكثر قبل الفقس. تم التعرف على بعض حالات التوائم المتطابقة وراثيًا في الإيمو. سطح البيض محبّب ولونه أخضر شاحب. خلال فترة الحضانة، تتحول البيضة إلى اللون الأخضر الداكن، على الرغم من أن البيضة إن لم تفقس أبدًا، فإنها ستتحول إلى اللون الأبيض من تأثير تبييض الشمس.

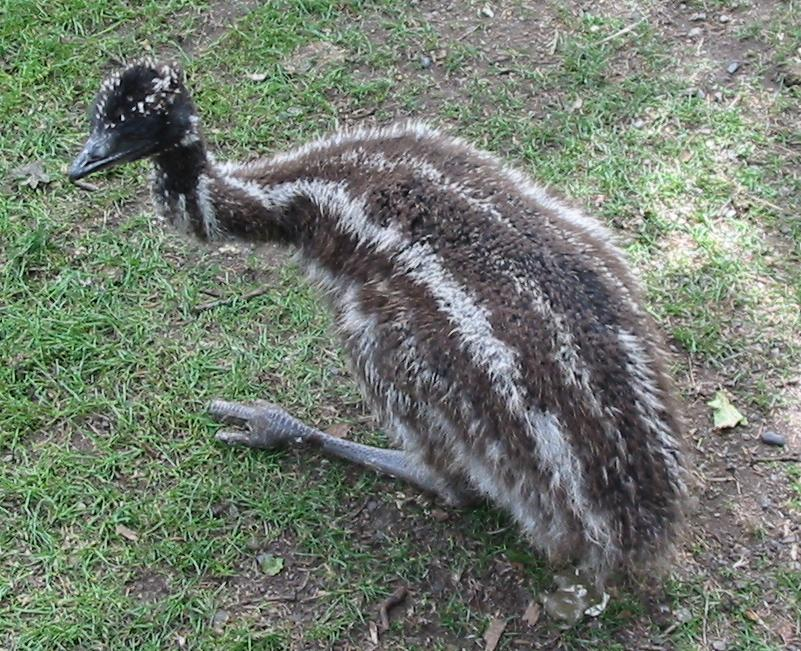
لفرخ الإيمو خطوط طولية توفر له التمويه وسط بيئته الطبيعية

يصبح الذكر حاضنًا بعد أن تبدأ شريكته بوضع البيض، وقد يبدأ باحتضان البيض قبل أن تنتهي الأنثى من إكمال وضع البيض. بعد هذا، يتوقف الذكر عن الأكل والشرب وحتى التغوّط، ويقف فقط لتغيير وضعية البيض، حيث يفعل ذلك حوالي عشر مرات في اليوم. تتطور لدى الذكر بقعة للحضن، وهي منطقة مكشوفة من الجلد المتجعد تتصل مباشرة بالبيض. خلال فترة الحضانة التي تستمر ثمانية أسابيع، يفقد الذكر ثلث وزنه، ويساعده على البقاء حيًّا مخزون الدهون في جسمه وندى الصباح الذي يمكن أن يلتقطه من العش. كما هو الحال لدى العديد من الطيور الأسترالية الأخرى، تتصف طيور الإيمو بتعددية الأزواج، إذ حتى لو كان ثمة رابط بين زوجين، بمجرد أن يبدأ الذكر بحضن البيض، تبدأ الأنثى بالتجوّل، وقد تتزاوج مع ذكورٍ أخرى وتضع المزيد من البيوض في أعشاش متعددة. وبالتالي فقد لا تكون الفراخ التي تفقس في عش ما من أبناء الأب الذي حضنها، أو حتى قد لا تكون من أبناء أي من الوالدين، إذ تتصف طيور الإيمو بالتطفّل على الأعشاش.

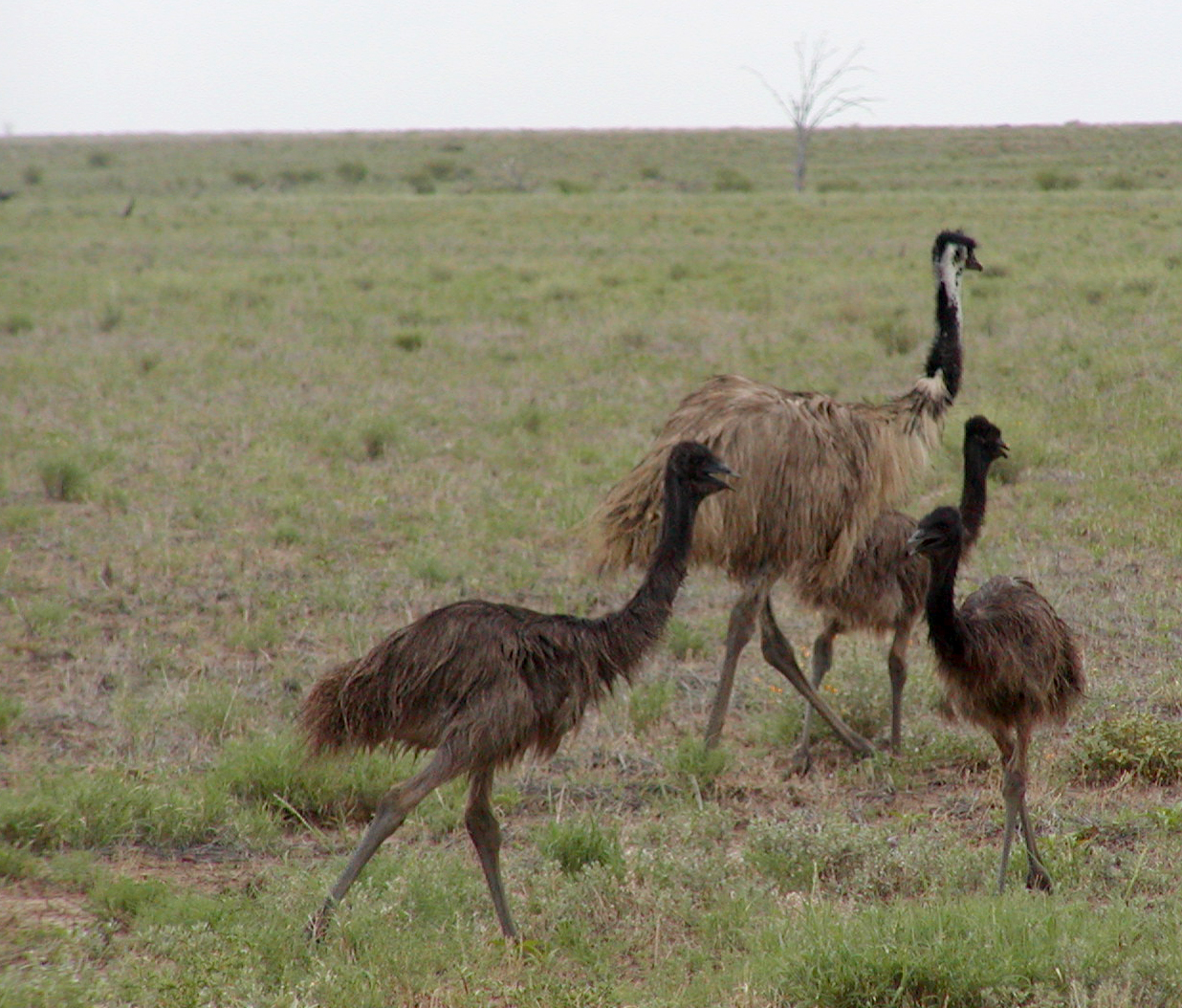
ذكر مع فراخه اليافعة

تبقى بعض الإناث وتدافع عن العش حتى يبدأ البيض بالفقس، لكن معظمها يترك منطقة التعشيش كليًا لتبدأ بالتعشيش مرة أخرى؛ في المواسم الجيدة، قد تعشش أنثى الإيمو ثلاث مرات. إذا بقي الوالدان معًا خلال فترة الحضانة، فسوف يتناوبا على الوقوف بحذر فوق البيض حتى يتمكن الشريك الآخر من الشرب أو الأكل ضمن منطقته (في مرمى السمع). إذا شعرت بالتهديد خلال هذه الفترة، فإنها ستستقر فوق العش وتحاول الاندماج مع المحيطات ذات المظهر المماثل لمحيطها، وتقف فجأة لمواجهة الكائن المسبب للتهديد وتخويفة إذا ما اقترب.
تستغرق الحضانة 56 يومًا، ويتوقف الذكر عن حضن البيض قبل فترة قصيرة من الفقس. ترتفع حرارة العش قليلًا خلال فترة الثمانية أسابيع. على الرغم من أن الأنثى تضع البيض بالتتابع، إلا أن البيض يفقس بفرق يومين مع بعضه البعض، إذ أن البيض الذي وُضع لاحقًا يكون قد تعرّض لدرجات حرارة أعلى فتطورت أجنته بسرعة أكبر. خلال هذه العملية، يجب أن يطوّر الفراخ قدرة على التنظيم الحراري. أثناء الحضانة، تبقى الأجنّة بدرجة حرارة ثابتة، لكن يجب أن تكون الفراخ قادرة على تحمّل درجات الحرارة الخارجية المتغيرة بحلول وقت الفقس.
تنشط الفراخ حديثة الفقس ويمكنها مغادرة العش خلال أيام قليلة. يكون طول الفرخ عندما يقف 12 سم (5 إنشات) وتصل زنتها إلى 0.5 كغم (17.6 أونصة)، وتتميّز بوجود خطوط بنّية وقشديَّة توفر لها التمويه، لكن هذه الخطوط تتلاشى بعد ثلاثة أشهر أو نحو ذلك. يحرس الذكر الفراخ التي تكبر وتنمو لمدة تصل إلى سبعة أشهر، ويعلّمها كيفية العثور على الطعام. تنمو الفراخ بسرعة كبيرة، وتصبح كاملة النمو في غضون خمسة إلى ستة أشهر؛ وقد تبقى مع مجموعة الأسرة لستة أشهر أخرى أو نحو ذلك قبل أن تنفصل عن المجموعة للتكاثر في موسمها الثاني. خلال حياتها المبكرة، يدافع الأب عن الفراخ النامية، ويتبنى الأب موقفًا عدائيًا تجاه طيور الإيمو الأخرى بما فيهم الأم. يفعل الذكر هذا بنفش ريشه، وإصدار همهمات حادّة، ويركل بساقيه الحيوانات الأخرى. ويمكن أن يثني ركبتيه ليجلس على الفراخ الصغيرة لحمايتها. في الليل، يطوق الذكر الصغار بريشه. نظرًا لعدم قدرة صغار الإيمو على الانتقال بعيدًا، يجب أن يختار الوالدان منطقة يتوفر فيها الطعام الذي يمكن للصغار أن تتغذى عليه.  في الأسر، يمكن للإيمو أن يعيش حتى عشر سنوات.

### الضراوة والافتراس
ثمة عدد قليل من الحيوانات المفترسة الطبيعية للإيمو لا تزال موجودة. يُحتمل أن تكون هذه الطيور قد تعرضت قديمًا لافتراس ضوارٍ أصبحت منقرضة الآن، بما فيها الورل الجوَّال العملاق «ميغالانيا»، والثايلسين وربما بعض الجرابيات اللاحمة الأخرى، وقد يفسّر هذا مدى تطوّر قدرتها على الدفاع عن نفسها من الحيوانات المفترسة الأرضية. أما المفترس الرئيسي للإيمو الآن فهو كلب الدنغ الأسترالي، الذي دجّنه سكان أستراليا الأصليون منذ آلاف السنوات في آسيا - قبل هجرتهم إلى أستراليا - من قطعان ذئاب شبه مدجنة. يحاول الدنغ قتل الإيمو بمهاجمة رأس الطائر. ويحاول الإيمو التصدي للكلب بالقفز في الهواء والركل. يقفز الإيمو عندما يحاول الدنغ القفز أعلى منه ليتمكن من الإمساك برقبته، لذا فتوقيت القفز الصحيح يجب أن يتزامن مع اندفاع الكلب ليبقى الطائر آمنًا.
على الرغم من هذا الخطر الافتراسي، لا يبدو أن افتراس الدنغ للإيمو أثّر على أعدادها بشدة، لكن ثمة ظروف طبيعية أخرى من المحتمل أن تتسبب بنفوق هذه الطيور. العُقبان إسفينيَّة الذيل هي الكواسر الوحيدة القادرة على مهاجمة الإيمو كامل النمو، لكنها قد تهاجم أيضًا الطيور الصغيرة. تهاجم العقبان الإيمو عن طريق الانقضاض إلى الأسفل بسرعة كبيرة وتستهدف الرأس والعنق. في هذه الحالة، لا تفيد تقنية القفز التي يتبعها الإيمو لتفادي العقاب. تحاول الطيور استهداف الإيمو في المناطق المفتوحة حتى لا تتمكن من الاختباء. في ظل هذه الظروف، يمكن للإيمو الجري فقط بطريقة فوضوية وتغيير اتجاه الركض بشكل متكرر لمحاولة التهرّب من المهاجم. تتغذى طيور جارحة أخرى وسحالي الورل والثعالب الحمراء والخنازير والكلاب الوحشية على بيض الإيمو وتقتل الفراخ الصغيرة.

### الطفيليات
قد تعاني طيور الإيمو من الطفيليات الداخلية والخارجية، لكن عندما تربّى هذه الطيور في المزارع، فإن حدّة مشكلة الطفيليات تكون أقل مما هو لدى النعام. تشمل الطفيليات الخارجية أنواع القمل المختلفة ولبوديات الشكل، والقراديات وذوات الجناحين. تعاني الفراخ أحيانًا من التهابات الأمعاء التي تسببها الأكريات وهي كائنات أولية، كما تصيب الديدان الخيطية الإيمو وطيور أخرى عديدة، وتسبب لها الإسهال. وجدت ديدان أسطوانية في القصبة الهوائية والشعب الهوائية للطير؛ أما المعترسة الرغامية فتسبب لها التهاب القصبة الهوائية النزفي وورم المثانة الحلقي، ما يسبب مشاكل في الجهاز التنفسي قد تكون خطيرة لدى الفراخ.

## العلاقة مع البشر

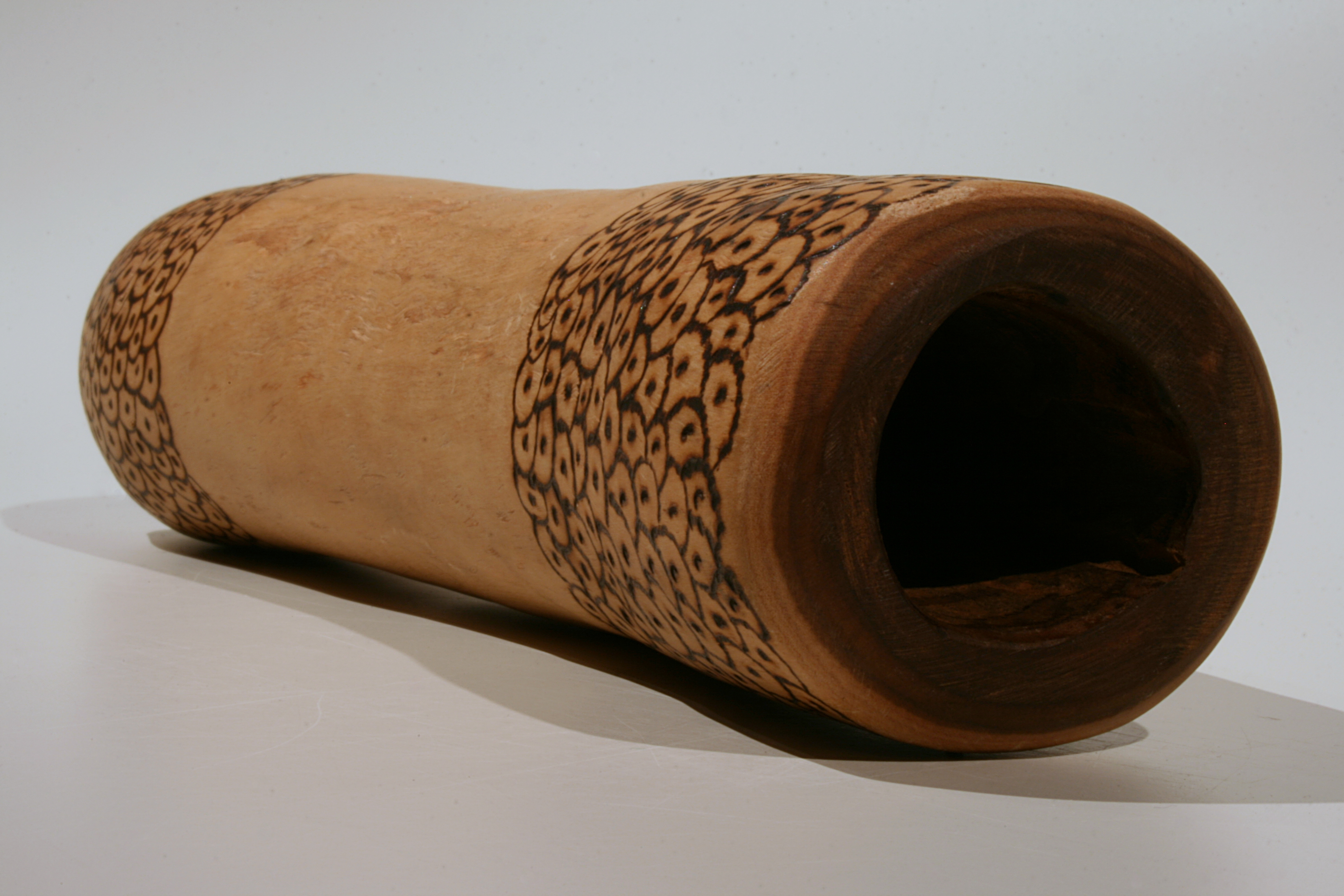
آلة مناداة الإيمو لدى السكان الأصليين لأستراليا

استخدم سكان أستراليا الأصليون والمستوطنون الأوروبيون الأوائل الإيمو كمصدر للغذاء. الإيمو طيور فضوليّة يعرف عنها بأنها تقترب من البشر إذا رأت حركة غير متوقعة لأحد الأطراف أو لقطعة من الملابس. في البرية، يمكنهم تتبع البشر ومراقبتهم. استخدم سكان أستراليا الأصليون طرقًا مختلفة لصيد الإيمو، كرميها بالرماح أثناء شربها من أحواض المياه، أو اصطيادها باستخدام الشباك، أو جذبها إليهم بتقليد صوت ندائها أو عن طريق إثارة فضولها بكرة من الريش والخرق المتدلية من شجرة. كما كان السكان الأصليون يستخدمون نبتة البيتشوري (Duboisia hopwoodii)، أو نباتات سامة مماثلة، لتلويث أحواض المياه، فيسهل اصطياد الطيور بعد أن تشرب منها فتتشوش. كما كان الصيادون يستخدمون حيلة أخرى بأن يتخفوا في قطعة من الجلد، ومن ثم يغوون الطيور إليهم ويوقعونهم في فخ مموه باستخدام الخرق أو بتقليد صوتها. لم يكن السكان الأصليون الأستراليون يقتلون الإيمو إلا للضرورة، ويرفضون اصطيادها لأي سبب آخر. كان لكل جزء من جسم الإيمو استخدامه: الدهون لزيتها القيم متعدد الاستخدامات، والعظام لتشكيل السكاكين والأدوات، والريش لتزيين الجسم، والأوتار كخيوط.
قتل المستوطنون الأوروبيون الأوائل طائر الإيمو لأكله ولاستخدام دهونه لإنارة المصابيح. كما حاولوا منع الطيور من الاقتراب من المحاصيل الزراعية والمناطق السكنية بحثًا عن المياه أثناء الجفاف. ومن أهم الأمثلة على ذلك حرب الإيمو في غرب أستراليا عام 1932، حيث توافدت حشود من الإيمو إلى منطقة شاندلر ووالغولان خلال موجة جفاف، مدمرة سياج الأرانب والمحاصيل الزراعية. حاول المستوطنون طرد الطيور بأن استُدعي الجيش لتفريقها بالأسلحة الرشاشة؛ لكن غالبية الطيور استطاعت التملص من الصيادين وربحت المعركة. الإيمو طيور كبيرة وقوية، لديها أرجلًا تعتبر من الأقوى لدى الحيوانات، لدرجة أنها تستطيع تدمير سياج معدني. تدافع طيور الإيمو عن صغارها بضراوة، وهناك حالتان موثقتان من تعرض البشر لهجوم من قبل الإيمو.

### القيمة الاقتصادية
كان طائر الإيمو مصدرًا مهمًا للحوم للأستراليين الأصليين. استخدموا دهونها في الطب الشعبي وفركوه على جلودهم. كما استخدمت الدهون لتشحيم وتزييت الأدوات والأواني الخشبية مثل «الكولامون»، وكانت تخلط مع المغرة لصناعة الطلاء التقليدي لتزيين الجسم.
أحد الأمثلة على طريقة طهي الإيمو يأتي من شعب الأرينتي في وسط أستراليا، والذي أطلق عليه «كيري أنكيري»:

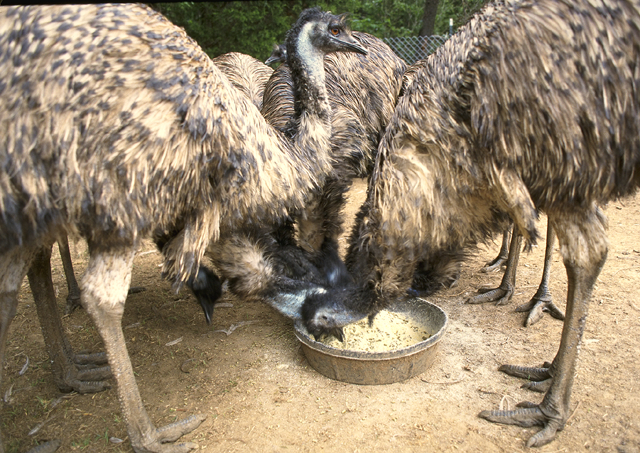
إطعام الإيمو في مزرعة

كانت طيور الإيمو مصدرًا للغذاء والوقود للمستوطنين الأوروبيين الأوائل، والآن تُربَّى في مزارع في أستراليا وخارجها، لإنتاج اللحم والزيت والجلد. بدأت تربية الإيمو التجارية في أستراليا الغربية حوالي عام 1970. تعتمد الصناعة التجارية للإيمو في البلاد على سلالة تربى في الأسر، لدى جميع ولايات أستراليا باستثناء تسمانيا متطلبات ترخيص لحماية الإيمو البرية. خارج أستراليا، يربى الإيمو بشكل كبير في أمريكا الشمالية، حيث يبلغ تعداد الإيمو في الولايات المتحدة حوالي مليون طائر، كما يربى في البيرو والصين وبعض الدول الأخرى. تتكاثر الإيمو جيدًا في الأسر، وتُحبس في حظائر مفتوحة كبيرة لتجنب بروز مشاكل في سيقانها وفي جهازها الهضمي التي تنشأ عن قلة الحركة. تُطعم الطيور الأسيرة عادة الحبوب، وتكمل غذائها بالرعي، وتذبح بسن 15-18 شهرًا.
في عام 2012، نصحت إدارة ضاحية سالم في الهند المزارعين بعدم الاستثمار في تجارة الإيمو، والتي كان يرويج لها بشدة في ذلك الوقت؛ حيث كانت تحتاج للمزيد من الدراسة لتقييم ربحية تربية الإيمو في الهند. أفيد في عام 2013 أن العديد من المزارعين في الولايات المتحدة قد تركوا تربية الإيمو؛ يقدر بأن عدد مربي الإيمو قد تقلص من خمسة آلاف في عام 1998 إلى ألف أو ألفين في عام 2013. يعتمد المزارعون المتبقون بشكل كبير على بيع زيوت الإيمو لتحقيق أرباحهم،إضافة إلى بيع الجلود والبيض واللحوم.

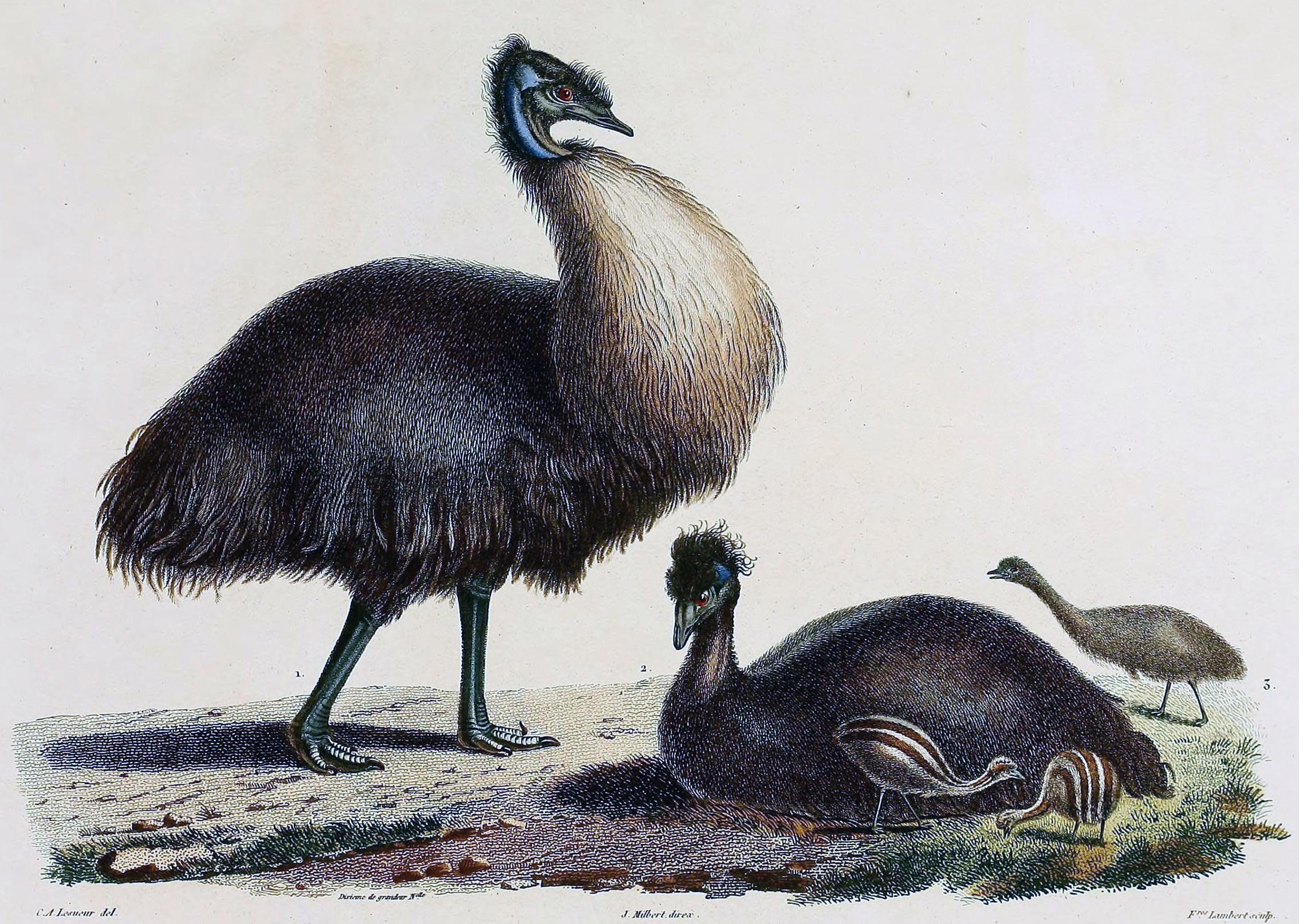
لوحة من عام 1807 تظهر إيموات جُزُريَّة (نُويعة منقرضة حاليًا)، كانت قد أُخذت إلى فرنسا لغرض الإكثار، عام 1804

تربى طيور الإيمو بالأساس من أجل الحصول على لحومها وجلودها وريشها وزيتها، ويمكن الاستفادة من 95 بالمئة من الذبيحة. لحم الإيمو قليل الدسم (يحتوي على أقل من 1.5% من الدهون)، ويشبه غيره من اللحوم قليلة الدهن. تعد أفضل قطع اللحم في الإيمو لحم الفخذ والعضلات الكبيرة في الساق. لحم الإيمو، مثل غيره من الدواجن، لحم داكن بالمجمل؛ تصنف إدارة الغذاء والدواء في الولايات المتحدة لحم الإيمو مع اللحوم الحمراء لأغراض الطهي لأن لونها الأحمر وقيمة الأس الهيدروجيني مقاربة للحم البقر، أما لأغراض التفتيش، تعتبر من الدواجن. يستخرج دهن الإيمو لإنتاج زيوت لمستحضرات التجميل والمكملات الغذائية والمنتجات العلاجية. يستخرج الزيت من الدهون تحت الجلد وخلف الصفاق. تسخن الأنسجة الدهنية المتآكلة وتُرشَّح الدهون المُسالة للحصول على زيت صافٍ. يتكون هذا الزيت بشكل أساسي من الأحماض الدهنية، ويشكل حمض الزيت (42%) وحمض النخيل وحمض اللينولييك  (21% لكل منهما) أهم المكونات. كما ويحتوي على أنواع متعددة من  مضادات الأكسدة، وبشكل خاص الكاروتينات والفلافونات.
هناك بعض الأدلة على أن الزيت له خصائص مضادة للالتهابات؛ إلا أنه لم يُختبر بشكل كافٍ بعد، كما تعتبر وزارة الزراعة الأمريكية زيت الإيمو دواء غير موافق عليه، حتى أنها نشرت مقالا في عام 2009 بعنوان «كيفية اكتشاف الاحتيال في مجال الصحة». على الرغم من ذلك، هناك من يربط الزيت بتخفيف الالتهابات المعوية، كما وأظهرت اختبارات أجريت على الفئران أن له تأثيرًا كبيرًا في علاج التهاب المفاصل والتخفيف من آلام المفاصل بنجاعة أكبر من زيت الزيتون أو زيت السمك. كما وثبت علميًا بأنه يسرع من التئام الجروح، إلا أن الآلية غير مفهومة بعد. زعمت دراسة أجريت عام 2008 أن زيت الإيمو أفضل كمضاد للأكسدة ومضاد للالتهاب من زيت النعام، وعزت ذلك إلى أن نسبة الدهون غير المشبعة أعلى لدى الإيمو. على الرغم من عدم وجود دراسات علمية تبين أن زيت الإيمو فعال في البشر، إلا أنه يسوق ويروج له كمكمل غذائي ذو فوائد صحية متعددة، وليس لمكملات زيت الإيمو التي تسوق معايير موحدة.
يتميز جلد الإيمو بسطح مزخرف، وذلك بسبب وجود منطقة مرتفعة حول بصيلات الريش. تُستخدم الجلود في صناعة المحافظ وحقائب اليد والأحذية والملابس، إلى جانب جلود أخرى في الكثير من الأحيان. يستخدم الريش والبيض في الفنون والحرف. من الأمثلة على استخدام البيض هو نقش صور ومشاهد الحيوانات الأصلية الأسترالية على بيض الإيمو المفرغ.

### المراجع الثقافية

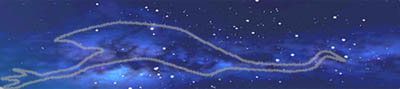
«الإيمو في السماء» بحسب الأستراليين الأصليين. في مصطلحات علم الفلك الغربي، تبدو كوكبة صليب الجنوب إلى اليمين وكوكبة العقرب إلى اليسار؛ أما رأس الإيمو فهو [[سديم كيس الفحم
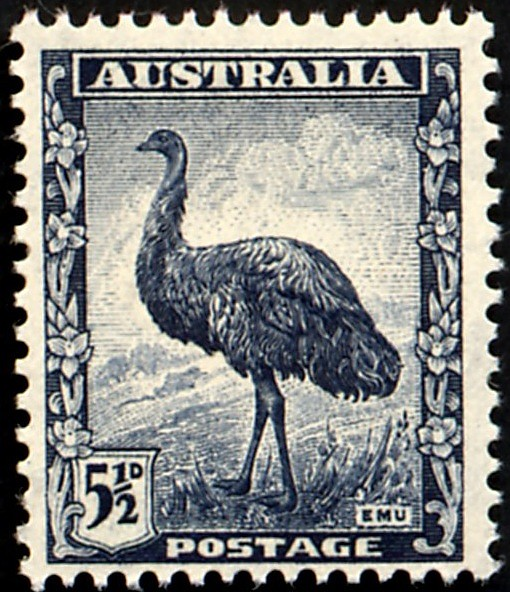
الإيمو على طابع بريد أسترالي صدر عام 1942
شعار النبالة الأسترالي

## الوضع والحفظ

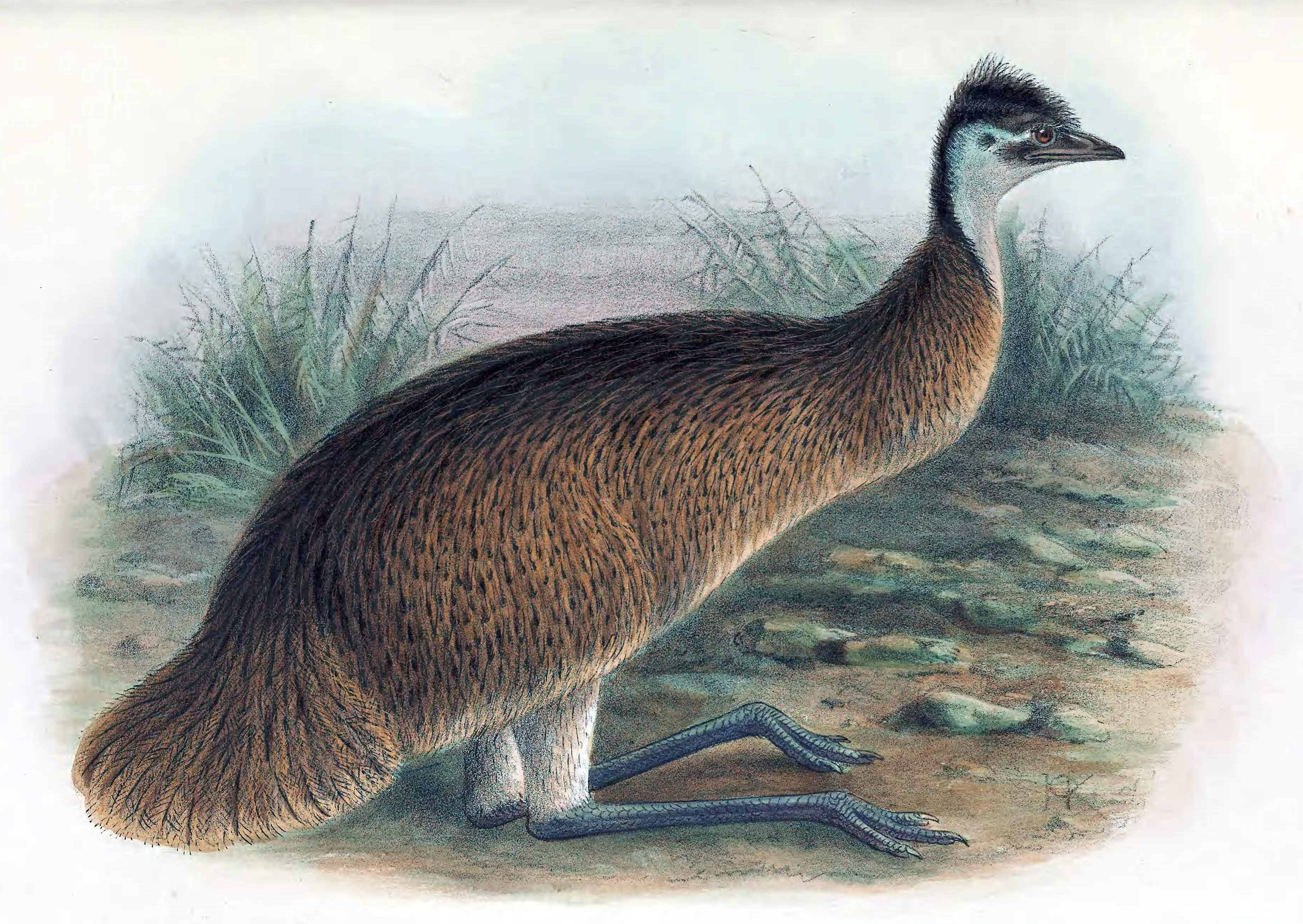
تصوير جون جيرارد كولمانز (عام 1910) للإيمو التسماني، وهو أحد ثلاث نويعات اصطيدت بالكامل حتى الانقراض